# Jöns-Lasses gård
Jöns-Lasses gård byggdes 1841 och ligger i Norra Bäck på östra Öland. Gården är mycket välbevarad och rikt utsmyckad med väggmålningar och snickarglädje av bonden, snickaren, bygdemålaren och allkonstnären Jöns Larsson.
Gårdens bebyggelse består av mangårdsbyggnaden, som är en tvåvånings parstuga uppförd i skiftesverksteknik år 1841, brygghuset och snickarboden som är en parstuga i opanelad skiftesverk samt magasinet uppfört 1865 i skiftesverk 
Gården är idag privatbostad och inte tillgänglig för allmänheten. Gården är byggnadsminnesmärkt sedan år 2004.